# BlackBerry Q10

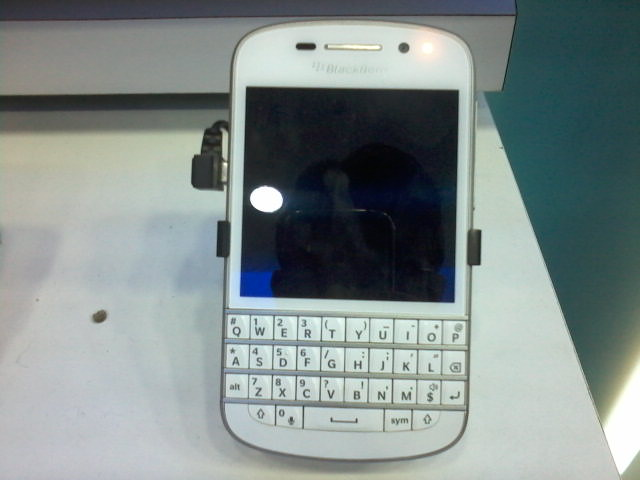
Fotografie a telefonului BlackBerry Q10

BlackBerry Q10 este un smartphone cu tastatură QWERTY și touchscreen dezvoltat de BlackBerry, fosta companie RIM (Research In Motion).

## Construcție
Deasupra ecranului se află LED-ul pentru notificări, senzorul de proximitate și receptorul. Partea frontală se găsește camera frontală.
Partea stângă a telefonului este portul HDMI și portul micro USB. Partea dreaptă are rockerul de volum, cu un buton între de pauză/silențios. 
Mufa audio de 3.5 mm și butonul de pornire/blocare sunt în partea de sus.
Partea de jos găzduiește grila difuzorului.
Slotul microSD este sub capacul bateriei, dar nu necesită scoaterea bateriei. Compartimentul micro SIM este accesibil numai după scoaterea bateriei.
Modulul NFC este integrat în capacul bateriei.

## Camera
Camera principală este de 8 megapixeli cu focalizare automată. Cu un senzor BSI pentru performanță în lumină scăzută și un obiectiv cu o deschidere de F2.2. Camera poate înregistra video la rezoluție full HD 1080p.
Camera secundară are 2 megapixeli și poate înregistra video la rezoluția 720p.

## Ecran
BlackBerry Q10 are un ecran pătrat cu diagonala de 3.1 țoli. 
Este un ecran Super AMOLED care oferă rezoluția de 720 x 720 pixeli și densitate a pixelilor de 330 ppi. 
Oferă unghiuri de vizualizare excelente și buna lizibilitate în lumina soarelui.

## Hardware
Versiunea cu LTE se bazează pe Qualcomm Snapdragon S4 cu un procesor cu dual-core tactat la 1.5 Ghz și are un accelerator grafic Adreno 225.
Versiunea fără LTE se bazează pe TI OMAP 4470 și are un accelerator grafic PowerVR SGX544.
Dispune de 2 GB memorie RAM și spațiul de stocare intern este de 16 GB.

## Variante
| Model | SQN100-1 (RFL111LW)                               | SQN100-2 (RFM121LW)                                                               | SQN100-3 (RFN81UW) | SQN100-4 (RFQ111LW)                                                               | SQN100-5 (RFP121LW)                                   |
| ----- | ------------------------------------------------- | --------------------------------------------------------------------------------- | --- | --------------------------------------------------------------------------------- | ----------------------------------------------------- |
| Țări  | Canada, Statele Unite, Malaezia (DiGi)            | Statele Unite                                                                     | Australia, Austria, Belgia, Brazilia, Bulgaria, Canada, Cehia, Franța, Germania, Irlanda, India, Italia, Kuweit, Malaezia, Olanda, Pakistan, Arabia Saudită , Singapore, Africa de Sud, Elveția, Emiratele Arabe Unite, Regatul Unit, Venezuela | Statele Unite                                                                     | Canada, Statele Unite,                                |
| 2G    | Quad-band GSM/GPRS/EDGE (850/900/1800/1900 MHz)   | Quad-band GSM/GPRS/EDGE (850/900/1800/1900 MHz)                                   | Quad-band GSM/GPRS/EDGE (850/900/1800/1900 MHz) | Quad-band GSM/GPRS/EDGE (850/900/1800/1900 MHz)                                   | Quad-band GSM/GPRS/EDGE (850/900/1800/1900 MHz)       |
| 3G    | Tri-Band HSPA+ 1, 2, 5/6 (850/1900/2100 MHz)      | Dual-band CDMA (800/1900 MHz) Quad-band UMTS 1, 2, 5/6, 8 (850/900/1900/2100 MHz) | Quad-Band HSPA+ 1, 2, 5/6, 8 (850/900/1900/2100 MHz) | Dual-band CDMA (800/1900 MHz) Quad-band UMTS 1, 2, 5/6, 8 (850/900/1900/2100 MHz) | Quad-Band HSPA+ 1, 2, 4, 5/6 (850/1700/1900/2100 MHz) |
| 4G    | Quad-band LTE 2, 4, 5, 17 (700/850/1700/1900 MHz) | Dual-band LTE 4, 13 (1700/700 MHz)                                                | Penta-band LTE 3, 5, 7, 8, 20 (1800/850/2600/900/800 MHz) | LTE Band 25 (1900 MHz)                                                            | Quad-band LTE 2, 4, 5, 17 (700/850/1700/1900 MHz)     |

## Conectivitate
BlackBerry Q10 funcționează cu o cartelă microSIM pe conexiunea 3G sau 4G. 
Dispune de un port micro-USB 2.0, un port micro-HDMI, o mufă audio de 3.5 mm, iar conectivitatea este asigurată de Wi-Fi 802.11 a/b/g/n dual-band, Bluetooth 4.0 cu A2DP. 
Are NFC și GPS cu A-GPS.

## Software
Q10 rulează pe sistemul de operare BlackBerry 10 OS.
BlackBerry Hub permite utilizatorilor să vizualizeze e-mail, mesaje, mesaje vocale, iar actualizările din rețelele sociale în timpul folosirii unei aplicații.

## Bateria
Q10 are o baterie detașabilă de 2100 mAh care conform BlackBerry oferă până la 13.5 ore de convorbire (3G) și până la 14.8 zile în stand-by (3G).